# Medhi Bouzzine
Pour les articles homonymes, voir Bouzzine.
Medhi Bouzzine (né le 9 février 1984 à Paris, en Île-de-France) est un patineur artistique français de la catégorie des couples artistiques. Il patine avec Mélodie Chataigner avec qui il est triple vice-champion de France (2008, 2009, 2011).

## Biographie

### Carrière sportive
Medhi Bouzzine a commencé le patinage à sept ans. Souhaitant se diriger vers le patinage par couple, il patine d'abord avec Mélodie Guidoux pendant la saison 2002/2004, puis rencontre en 2005 Mélodie Chataigner à la patinoire de Bercy. Medhi a alors vingt-et-un ans. Ensemble, ils vont participer à six championnats de France élites et sont montés à chaque fois sur le podium dont trois fois sur la seconde marche.
Sur le plan international, la FFSG (Fédération française des sports de glace) ne les a sélectionnés qu'une seule fois à de grands championnats. C'était lors des championnats d'Europe de janvier 2008 à Zagreb où ils ont pris la 8e place. Ils ont également participé deux fois au Trophée de France en 2006 et 2008.
Ils prennent leur retraite sportive en 2011.

## Palmarès
| Compétition             | 2006    | 2007    | 2008    | 2009    | 2010    | 2011    |  |  |  |  |  |  |  |  |
| Jeux olympiques d'hiver |         |         |         |         |         |         |  |  |  |  |  |  |  |  |
| Championnats du monde   |         |         |         |         |         |         |  |  |  |  |  |  |  |  |
| Championnats d'Europe   |         |         | 8e      |         |         |         |  |  |  |  |  |  |  |  |
| Championnats de France  | 3e      | 3e      | 2e      | 2e      | 3e      | 2e      |  |  |  |  |  |  |  |  |
|                         |         |         |         |         |         |         |  |  |  |  |  |  |  |  |
| Grand Prix ISU          | 2005/06 | 2006/07 | 2007/08 | 2008/09 | 2009/10 | 2010/11 |  |  |  |  |  |  |  |  |
| Trophée de France       |         | 8e      |         | 8e      |         |         |  |  |  |  |  |  |  |  |
|                         |         |         |         |         |         |         |  |  |  |  |  |  |  |  |